# Zacharenkowie
Zacharenko – ruski ród książęcy wywodzący się od Księcia Ruryka.
We wczesnym średniowieczu ród władał sporą częścią Ukrainy, lecz z czasem jego wpływy zaczęły spadać. W XVIII wieku część członków rodu wyemigrowała do Rosji. Tam trzymali się blisko cara i sprawowali wiele wysokich funkcji urzędniczych. Szczytem były stanowiska Aleksandra Zacharenki (1817–1889), który przez wiele lat pełnił funkcję sekretarza i powiernika Cara. Poślubił on także dość bliską krewną cara - Swietłanę. 
Z tego rodu wywodzi się także rosyjsko-japoński oficer Aleksander Zacharenko, amerykańska aktorka Natalie Wood, urodzona jako Natasza Nikołajewna Zacharenko i były minister spraw wewnętrznych Białorusi Juryj Zacharanka